# ジェネイ・アイコ
ジェネイ・アイコ（Jhené Aiko、本名: Jhené Aiko Efuru Chilombo、1988年3月16日 - ）は、アメリカ合衆国カリフォルニア州ロサンゼルス出身のシンガーソングライター、R&Bミュージシャン。
R&BグループB2Kのミュージックビデオに出演するなど、子供の頃から音楽活動を開始しメジャー・アーティストと共演を果たす。2003年にはデビューアルバムの予定もあったが教育を受けるためレーベルを離れ、2011年にミックステープ『Sailing Soul(s)』をリリースし音楽活動へ復帰、Def Jam Recordingsと契約した。その後ビッグ・ショーンの「Beware」や、オマリオンの「Post to Be」など客演で参加した楽曲がヒット。2014年にメジャーデビューアルバム『Souled Out』をリリースする。 2017年には2作目のアルバム『Trip』、 2020年には3作目『Chilombo』をリリースした。

## 来歴

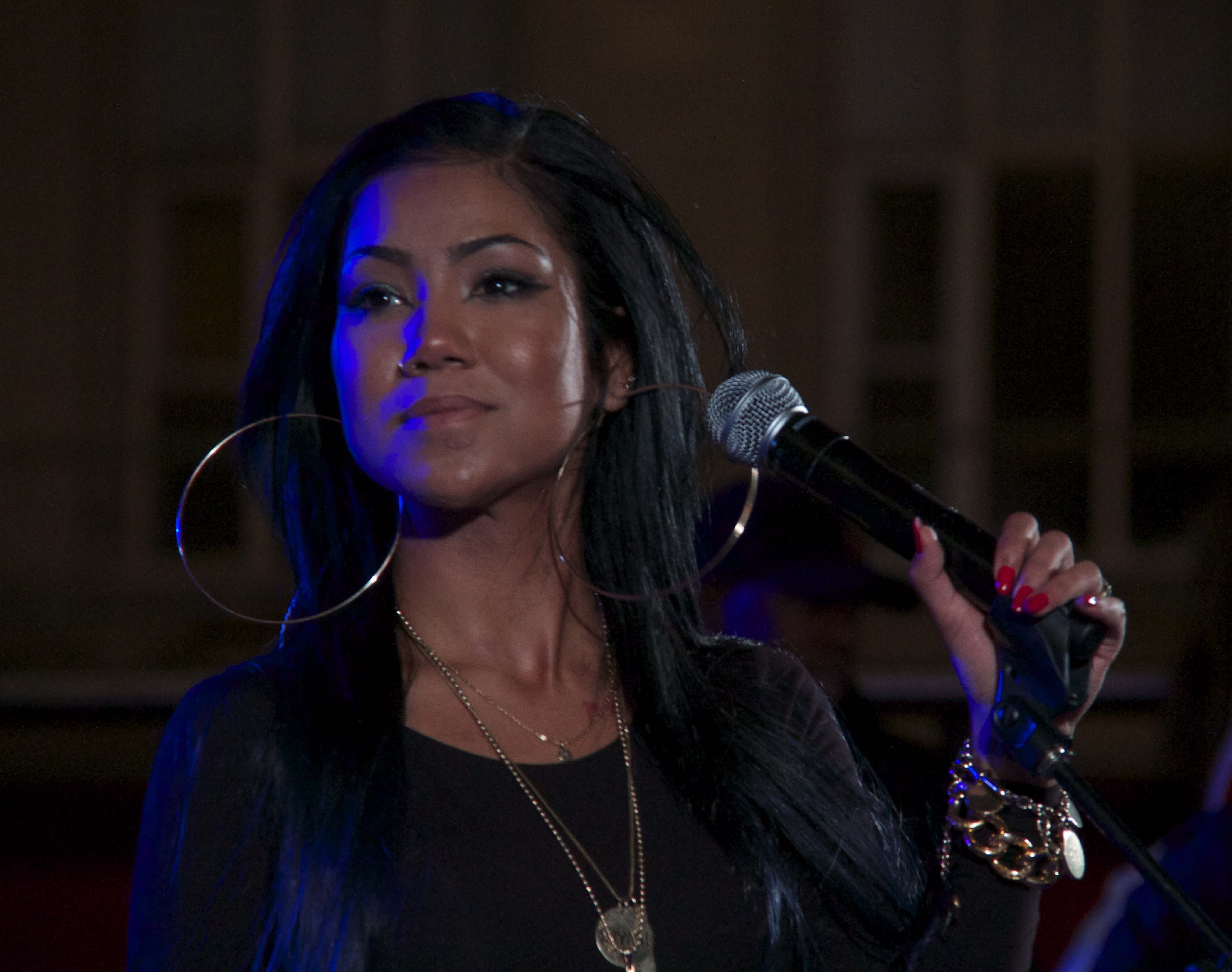
ライブでのJhene Aiko（2013年）

1988年3月16日、ジェネイ・アイコはロサンゼルスで生まれた。母はスペイン系、ドミニカ系、日系人で、父はネイティブアメリカン、アフリカ系アメリカ人、ドイツ系アメリカ人であるが、両親は後に離婚している。また、姉はR&B歌手のMila J.である。家族は南ロサンゼルスに住んでいたが、彼女が7歳の時に家が全焼した。その後はビュー・パーク・ウィンザー・ヒルズ、ボールドウィン・ヒルズ、ラデラハイツ周辺のスラウソン・アベニューの近くに引っ越し、高校まではホームスクールに通っていた。
ジェネイ・アイコは、クリス・ストークスのThe Ultimate Groupと契約しながら、2002年にB2Kからリリースされたいくつかの作品にボーカルで参加し、音楽のキャリアをスタートさせた。この間、彼女はB2KのラッパーであるLil' Fizzのいとことして知られていたが、実際には彼とは血縁関係はなくマーケティングの一環としての設定だった。しかしジェネイ・アイコは実際に家族のように親しかったと後に語っている。2003年にはソロデビューアルバム「My Name Is Jhené」をSony、The Ultimate Group、Epicからリリースする予定だったが、Epicがリリースに慎重になったため、最終的にジェネイ・アイコはレーベルからの解雇を求めた。その後、彼女は教育を続けるために上記のレーベルを離脱した。
2007年には音楽活動に復帰し、カリフォルニア州カルバーシティでボーカルレッスンを受けていたが、妊娠を機に再び音楽活動を辞め、娘を出産した。
2011年にミックステープ『Sailing Soul(s)』をリリースし音楽活動へ復帰し、Def Jam Recordingsと契約する。
2013年11月12日、EP『Sail Out』をリリースし、Billboard 200で8位を記録する。その後、ビッグ・ショーンの「Beware」や、オマリオンの「Post to Be」など客演で参加した楽曲がヒットする。
2014年9月9日にはメジャーデビューアルバム『Souled Out』をリリースする。アルバムはBillboard 200で最高3位を記録した。第57回グラミー賞ではEP『Sail Out』が最優秀アーバン・コンテンポラリー・アルバム賞に、楽曲「The Worst」が最優秀R&Bソングに、楽曲「Blak Majik」が最優秀ラップ／サング・コラボレーションにノミネートされた。
2017年9月22日、2作目のアルバム『Trip』をリリースし、全米5位を記録する。
2020年3月6日、3作目のアルバム『Chilombo』をリリースし、全米2位を記録した。

## 人物

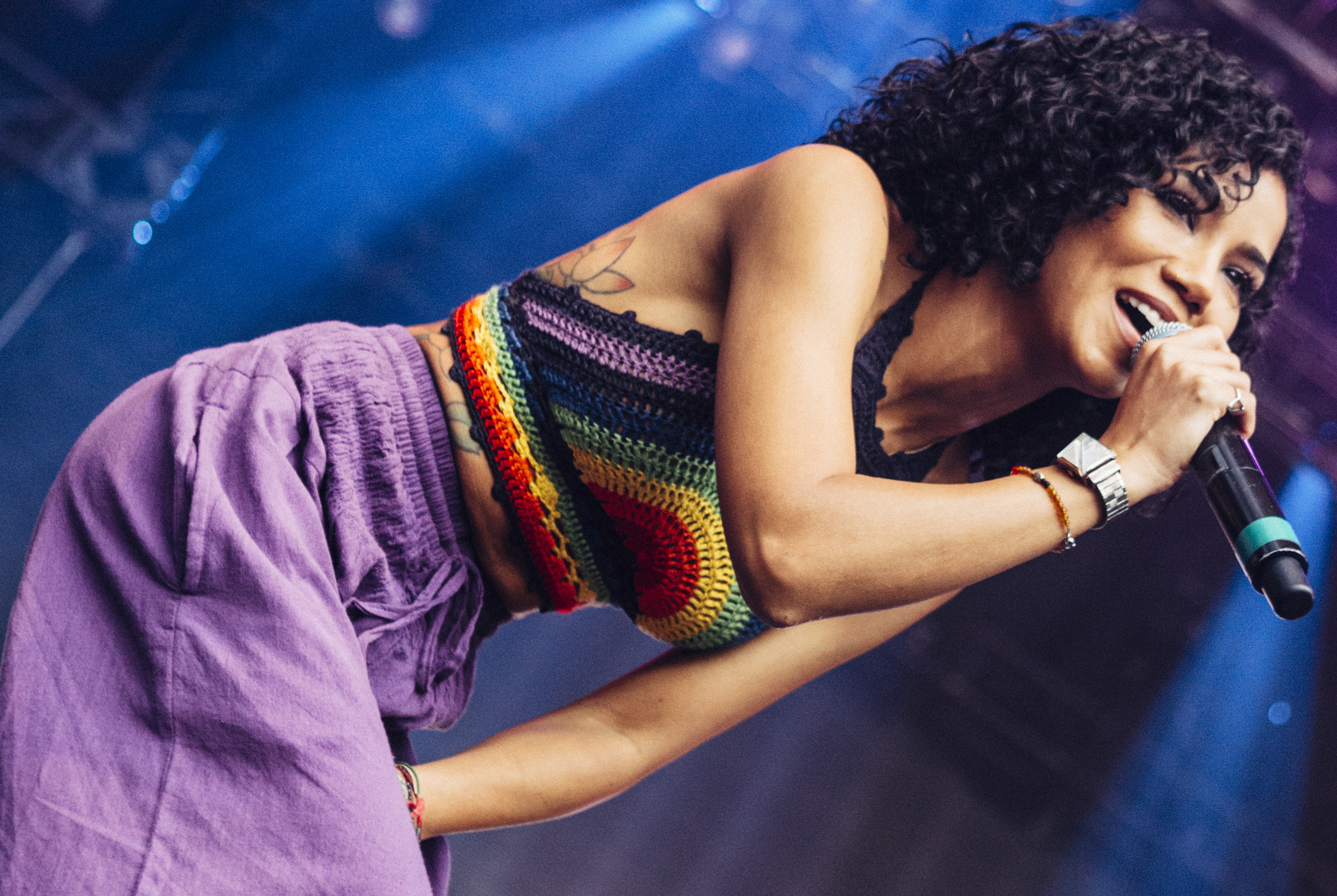
ライブでのJhene Aiko（2015年）

ジェネイ・アイコは16歳のときに福音派ペンテコステ派のフースクエア教会で洗礼を受けている。
2005年から2008年までアメリカのR&B歌手O'Ryanと交際。2008年11月19日、20歳の時にO'Ryanとの間に娘を出産した。
2013年8月27日、姉と娘、娘の父のO'Ryanと一緒にロサンゼルスで交通事故に遭い手首の骨折、歯の欠損、あごを縫うなどの怪我を負った。娘はこの事故で無傷だった。
2016年3月16日、ジェネイ・アイコはOladipo "Dot da Genius" Omishoreと結婚していることを明かした。しかしその後、離婚を申請し2017年10月に離婚が確定した。
2016年からはビッグ・ショーンとの交際を開始、2018年12月中旬に2人は別れたと報じられた。ビッグ・ショーンは楽曲「Deep Reverence」の中で、2人の子供が流産したことを明かしている。

## ディスコグラフィ
スタジオ・アルバム
- Souled Out (2014年)
- Trip (2017年)
- Chilombo (2020年)